# Рождественский, Николай Николаевич
Николай Николаевич Рождественский (1888 или 1883 — 1934, Алма-Ата) — русский оперный (драматический тенор) и концертный певец.

## Биография
Служил офицером на флоте.
В 1913—1915 гг. — солист Театра музыкальной драмы, c 1916 г. — Оперного театра С. И. Зимина, в 1918—1926 гг. — оперной труппы Народного дома (Петербург-Петроград).

## Творчество

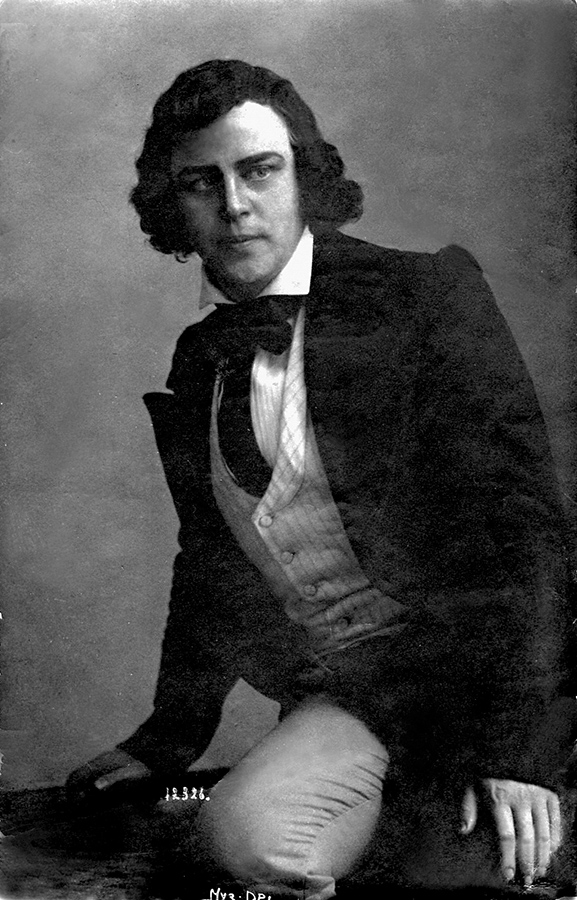
Н. Н. Рождественский в роли Ленского, 1926 г., 43 года.

Обладал большим голосом приятного тембра, высокой сценической и музыкальной культурой.
Его партнёрами на оперной сцене были Л. Андреева-Дельмас, Н. Вельтер, Р. Г. Горская, П. М. Журавленко, К. С. Исаченко, В. В. Киселёв, П. Я. Курзнер, Е. Ф. Петренко, В. Петров, А. И. Попова-Журавленко, Ф. И. Шаляпин.
Спектаклями с участием Н. Н. Рождественского дирижировали М. Голинкин, Э. А. Купер, С. А. Самосуд.

### Оперные партии
- Хозе — «Кармен» Ж. Бизе (считалась его лучшей партией[1])
- Вальтер фон Штольцинг — «Нюрнбергские мейстерзингеры» Р. Вагнера
- Зигфрид — одноимённая опера Р. Вагнера
- Парсифаль — одноимённая опера Р. Вагнера
- Герцог — «Риголетто» Дж. Верди
- Альфред — «Травиата» Дж. Верди
- Дон Карлос — «Дон Карлос» Дж. Верди
- Радамес — «Аида» Дж. Верди
- Богдан Собинин — «Жизнь за царя» М. Глинки
- Финн — «Руслан и Людмила» М. Глинки
- Фауст — одноимённая опера Ш. Гуно
- Князь — «Русалка» А. Даргомыжского
- Дон Жуан — «Каменный гость» А. Даргомыжского
- Кавалер де Грие — «Манон» Ж. Массне
- Тамино — «Волшебная флейта» В. А. Моцарта
- Самозванец — «Борис Годунов» М. Мусоргского (также 30 мая 1914, Лондон, антреприза С. Дягилева)
- Андрей Хованский — «Хованщина» М. Мусоргского (1913, Париж, антреприза С. Дягилева)
- Владимир Дубровский — «Дубровский» Э. Направника
- Рудольф — «Богема» Дж. Пуччини
- Каварадосси — «Тоска» Дж. Пуччини
- Садко; Индийский гость — «Садко» Н. Римского-Корсакова
- Звездочёт — «Золотой петушок» Н. Римского-Корсакова
- Иван Лыков — «Царская невеста» Н. Римского-Корсакова
- Князь Синодал — «Демон» А. Рубинштейна
- Вася — «Вражья сила» А. Серова
- Эдип — «Царь Эдип» Игоря Стравинского, первый исполнитель партии в СССР[2]
- Ленский — «Евгений Онегин» П. Чайковского
- Андрей — «Мазепа» П. Чайковского
- Герман — «Пиковая дама» П. Чайковского
- Шандор Баринкай — «Цыганский барон» И. Штрауса (1922, Петроград, Малый государственный академический театр).

### Концертный репертуар
Концертный репертуар Н. Н. Рождественского насчитывал свыше 30 вокальных циклов. В сольных программах (концерты «Общества друзей камерной музыки») исполнял романсы Ф. Шуберта, Р. Шумана, Й. Брамса, Э. Грига, М. Равеля, К. Дебюсси, М. Мусоргского, Ц. Кюи, П. Чайковского, Н. Римского-Корсакова, С. Танеева, Н. Метнера, И. Стравинского, М. Гнесина, В. Богданова-Березовского.
В концертах выступал в ансамбле с В. Коломийцевым, М. Дуловым.

### Избранные публикации
- Рождественский Н. Н. Воспоминания и впечатления // Леонид Витальевич Собинов. 1898—1923 / Под ред. Вл. И. Немировича-Данченко. — М., 1923. — С. 63—64.

## Семья
Дочь — Зоя Рождественская (1906—1953), советская эстрадная певица.